# Marsdenia suborbicularis
Marsdenia suborbicularis är en oleanderväxtart som först beskrevs av Karl Moritz Schumann, och fick sitt nu gällande namn av P.I. Forster. Marsdenia suborbicularis ingår i släktet Marsdenia och familjen oleanderväxter. Inga underarter finns listade i Catalogue of Life.